# 量子相變
量子相變是指發生在絕對零度的相變現象。與熱相變不同的是，熱相變的發生是由於熱擾動所造成，而量子相變是經由量子涨落所造成。
量子相變的發生代表著在量子多體系統中基態的性質隨著外部參數發生突然的驟變。傳統上研究量子相變的方法和研究熱相變的方法類似，主要根據朗道的對稱破缺理論和序參量來決定量子系統的相圖。近年來由於量子信息的蓬勃發展，有一些物理學家利用量子信息學來研究量子相變，例如糾纏熵和保真度。